# Großer Preis von Argentinien 1960
Der Große Preis von Argentinien 1960 (offiziell VII Gran Premio de la Republica Argentina) fand am 7. Februar auf dem Autódromo Municipal Ciudad de Buenos Aires in Buenos Aires statt und war das erste Rennen der Automobil-Weltmeisterschaft 1960.

## Bericht

### Hintergrund

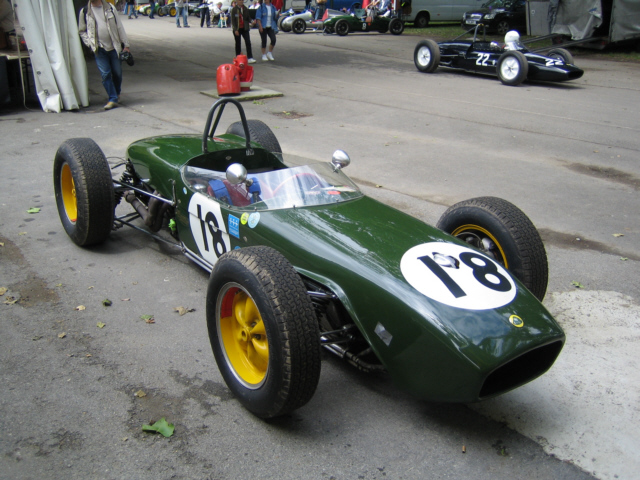
Debütrennen des Lotus 18 (vorne)

Der Große Preis von Argentinien fand nach einem Jahr Pause wieder als Saisonauftakt statt. Da das Rennen sehr früh im Jahr ausgetragen wurde, setzten viele Teams noch die Vorjahreswagen ein, lediglich Lotus hatte bereits den neuen Wagen fertig entwickelt. Der neue Lotus 18, der nur für Innes Ireland eingesetzt wurde, war das erste Auto des Teams mit Heckmotor. Der Wagen war deutlich leichter als sein Vorgänger Lotus 16 und machte Lotus zum Hauptkonkurrenten von Cooper, die noch den alten Cooper T51 verwendeten. Neben Ireland fuhren Alan Stacey und Alberto Rodríguez Larreta für Lotus, jeweils mit dem Vorjahreswagen. Für Laretta war es das einzige Formel-1-Rennen, er lehnte einen von Colin Chapman angebotenen Vertrag bei Lotus ab und fuhr anschließend in diversen anderen Rennserien. Das Cooper-Werksteam behielt die Fahrerpaarung des Vorjahres, den amtierenden Weltmeister Jack Brabham und Bruce McLaren.
Trotz der sich andeutenden Unterlegenheit setzte Ferrari als einziges Team weiterhin dauerhaft auf das Frontmotorkonzept und brachten eine modifizierte Version des Ferrari Dino 246F1 an den Start. Neben Cliff Allison, Phil Hill und Wolfgang Graf Berghe von Trips fuhr José Froilán González für die Scuderia Ferrari. Für González, den ersten Sieger auf einem Ferrari in der Automobilweltmeisterschaft, war dies das letzte Rennen seiner Karriere. B.R.M. startete zum letzten Mal mit ihren frontmotorbetriebenen BRM P25. Wie im Vorjahr fuhr Jo Bonnier für B.R.M., sein neuer Teamkollege wurde Graham Hill, der zuvor für Lotus gefahren war. Viele Fahrer setzten private Wagen ein, zum letzten Mal waren dies überwiegend Maserati 250F, der Wagen wurde am Saisonende ein letztes Mal bei einem Grand Prix eingesetzt. Fahrer eines Maseratis waren Giorgio Scarlatti, Nasif Estéfano, Antonio Creus, Gino Munaron und Ettore Chimeri. Estefano und Munaron bestritten ihr Debütrennen, für Creus und Chimeri blieb es die einzige Rennteilnahme. Chimeri war der erste Fahrer aus Venezuela. Erst beim Großen Preis von Brasilien 1983 trat mit Johnny Cecotto wieder ein Fahrer aus diesem Land in der Formel 1 an. Das Rob Walker Racing Team meldete zwei private Cooper T51 für Stirling Moss und Maurice Trintignant. Trintignant fuhr das letzte Mal für das Team, außerdem wechselte man beim folgenden Rennen auf private Lotus 18. Masten Gregory fuhr das einzige Mal in seiner Karriere einen privaten Porsche, die Scuderia Centro Sud setzte zwei Cooper für Roberto Bonomi und Carlos Menditéguy ein. Bonomi bestritt das einzige Rennen seiner Karriere, für Menditeguy war es das letzte. Zusammen mit dem Rücktritt von González endete endgültig die Ära erfolgreicher argentinischer Formel-1-Piloten, die Anfang der 1950er Jahre die Automobilmeisterschaft dominiert hatten. Auch die für damalige Verhältnisse lange Karriere von Harry Schell endete. Er fuhr mit einem privaten Cooper T51 sein letztes Rennen und verunfallte einige Wochen später bei einem nicht zur Automobilmeisterschaft zählenden Grand Prix auf dem Silverstone Circuit tödlich.
Der Große Preis von Argentinien wurde zuvor einmal von Moss gewonnen, jeweils zweimal von Ferrari und Maserati und einmal von Cooper. Aufgrund fehlender argentinischer Fahrer und eine instabilen politischen Lage im Land pausierte der Große Preis von Argentinien anschließend bis zum Jahr 1971 und zählte erst in der Automobil-Weltmeisterschaft 1972 wieder zur Weltmeisterschaft. Sämtliche Teams verwendeten Dunlop-Reifen und hatten im Vorfeld des Rennens logistische Probleme, da der Große Preis der USA 1959 nur wenige Wochen zuvor stattfand. Die Teams mussten ihre Wagen und das zugehörige Material in die jeweiligen Heimatländer nach Europa transportieren lassen, für die neue Saison vorbereiten und anschließend nach Argentinien bringen. Durch mehrwöchige Streiks von Hafenarbeitern in Argentinien wurde die logistischen Planungen vieler Teams behindert, das Cooper Werksteam beispielsweise reiste erst einen Tag vor Rennbeginn an und hatte insgesamt nur wenige Runden für die Rennvorbereitung und für die Qualifikation zur Verfügung.

### Training
Moss war erneut der Schnellste im Training und erreichte die vierte Pole-Position in Folge. Auch Cooper knüpfte damit an den Erfolg der letzten Saisonrennen des Vorjahres an und blieb das dominante Team. Der neue heckmotorisierte Lotus 18 war auf Anhieb konkurrenzfähig, Ireland qualifizierte sich auf Platz zwei, war jedoch 1,6 Sekunden langsamer als Moss. Dies war die bis dahin beste Startposition eines Lotus, nachdem die Vorgängerwagen meist nur Startpositionen im Mittelfeld erreichten. Auf Platz drei qualifizierte sich Graham Hill vor seinem Teamkollegen Bonnier. Auch B.R.M. verbesserte somit die Performance ihres Wagens deutlich. Hinter den B.R.M. starteten die Ferrari von Graf Berghe von Trips, Phil Hill und Allison. González wurde Elfter. Moss Teamkollege qualifizierte sich auf Platz acht vor Schell und dem amtierenden Weltmeister Brabham.
Der Unterschied zwischen dem neuen Lotus 18 und seinem Vorgänger wurde besonders beim Zeitabstand zwischen den Teamkollegen deutlich, Stacey und Larreta belegten die Position 14 und 15, beide Fahrer waren mehr als 5 Sekunden langsamer als Ireland. Veraltet und somit nicht mehr konkurrenzfähig waren die Maserati 250F, sie belegten die letzten fünf Plätze. Bester Maserati-Fahrer war Scarlatti auf Startplatz 18.

### Rennen
Ireland gewann das Startduell gegen Moss und lag nach der ersten Runde vor Bonnier, Graham Hill und Phil Hill. Moss hingegen fiel bis auf Platz acht zurück. Ireland führte das erste Mal in seiner Karriere einen Grand Prix an, verlor allerdings mehrere Positionen nach einem Dreher in der zweiten Rennrunde und lag anschließend hinter den beiden B.R.M., die das Rennen anführten. Währenddessen überholte Moss erst die beiden argentinischen Fahrer Menditeguy und González, anschließend Brabham und Phil Hill. Nachdem Moss auch Ireland überholt hatte, schloss er auf Graham Hill und Bonnier auf. Aufgrund der heißen Temperaturen fielen unterdessen mehrere Fahrer wegen Überhitzung des Wagens oder wegen Dehydrierung aus. Scarlatti stellte seinen Maserati in Runde 11 ab, zwei weitere Maserati von Creus und Chimeri folgten wenige Runden später und auch Stacey war körperlich nicht mehr in der Lage weiterzufahren.
In Runde 16 überholte Moss sowohl Graham Hill als auch Bonnier, um selbst in Führung zu gehen. Diese hielt jedoch nur wenige Runden an, als Bonnier konterte und Moss überholte. Bonnier hielt sich anschließend 15 Runden auf Platz eins, bis es Moss erneut gelang, die Führung zu übernehmen. Das Duell an der Spitze wurde danach durch mehrere technische Ausfälle entschieden. Stacey schied aufgrund von körperlicher Erschöpfung aus, Graham Hills B.R.M. überhitzte in Runde 37. Danach erlitt Moss einen Aufhängungsschaden und fiel in Führung liegend aus. Moss übernahm daraufhin den Wagen von Trintignant, obwohl laut einer 1958 eingeführten Regel dieses Vorgehen eine Aberkennung der erzielten Punkte zur Folge hatte. Der einzige Vorteil eines Fahrerwechsels im Rennen bestand noch dahingehend, dass die Klassifizierung zählte und man damit andere Fahrer von besseren Punkterängen verdrängen konnte. Zwei Runden nach Moss schied auch Brabham aus, bei ihm war ein Motorschaden der Grund. Der letzte Ausfall des Rennens betraf Schell, der bei seinem letzten Grand Prix den Wagen in Runde 63 mit defekter Kraftstoffpumpe abstellte.
Bonnier führte nach dem Ausfall von Moss 25 weitere Runden das Rennen an, bis auch er Motorenprobleme bekam. Er fiel hinter Ireland und McLaren zurück, als Ireland ebenfalls Probleme bekam und zurückfiel. Somit übernahm McLaren die Führung und behielt diese bis zum Rennende. Dies war der zweite Sieg in Folge für McLaren, jedoch der einzige für ihn in der Automobilweltmeisterschaft 1960. Zweiter wurde Allison auf Ferrari, der die einzige Podiumsplatzierung seiner Karriere erreichte und gleichzeitig das letzte Mal Punkte erzielte. Moss wurde Dritter, erhielt durch den Fahrertausch mit Trintignant jedoch keine Punkte. Auch Trintignant stand das letzte Mal in seiner Karriere auf dem Podium. Menditeguy wurde in seinem letzten Rennen Vierter vor Graf Berghe von Trips auf Platz fünf. Ireland kam trotz Problemen an seinem Wagen noch auf Rang sechs und erhielt als erster Fahrer der Formel-1-Geschichte einen Punkt für diesen Platz. Die schnellste Rennrunde wurde von Moss gefahren, im Gegensatz zu den Vorjahren gab es dafür jedoch keinen Punkt mehr.
Erstmals führte McLaren die Fahrerwertung an, vor Allison und Menditeguy. In der Konstrukteurswertung startete Cooper auf Rang eins in die neue Saison vor Ferrari und Lotus. Da der Große Preis von Argentinien lange Zeit nicht ausgetragen wurde, war dies der einzige Sieg von McLaren auf dieser Strecke, sowie der zweite und letzte von Cooper.

## Meldeliste
| Team                     | Nr. | Fahrer                         | Chassis            | Motor           | Reifen |
| ------------------------ | --- | ------------------------------ | ------------------ | --------------- | ------ |
| Camoradi International   | 02  | Masten Gregory                 | Behra-Porsche      | Porsche 1.5 B4  | D      |
| Scuderia Centro Sud      | 04  | Roberto Bonomi                 | Cooper T51         | Maserati 2.5 L4 | D      |
| Scuderia Centro Sud      | 06  | Carlos Menditéguy              | Cooper T51         | Maserati 2.5 L4 | D      |
| Giorgio Scarlatti        | 08  | Giorgio Scarlatti              | Maserati 250F      | Maserati 2.5 L6 | D      |
| Nasif Estéfano           | 10  | Nasif Estéfano                 | Maserati 250F      | Maserati 2.5 L6 | D      |
| Antonio Creus            | 12  | Antonio Creus                  | Maserati 250F      | Maserati 2.5 L6 | D      |
| Gino Munaron             | 14  | Gino Munaron                   | Maserati 250F      | Maserati 2.5 L6 | D      |
| Cooper Car Company       | 16  | Bruce McLaren                  | Cooper T51         | Climax 2.5 L4   | D      |
| Cooper Car Company       | 18  | Jack Brabham                   | Cooper T51         | Climax 2.5 L4   | D      |
| Team Lotus               | 20  | Innes Ireland                  | Lotus 18           | Climax 2.5 L4   | D      |
| Team Lotus               | 22  | Alan Stacey                    | Lotus 16           | Climax 2.5 L4   | D      |
| Team Lotus               | 46  | Alberto Rodriguez Larreta      | Lotus 16           | Climax 2.5 L4   | D      |
| Scuderia Ferrari         | 24  | Cliff Allison                  | Ferrari Dino 246F1 | Ferrari 2.4 V6  | D      |
| Scuderia Ferrari         | 26  | Phil Hill                      | Ferrari Dino 246F1 | Ferrari 2.4 V6  | D      |
| Scuderia Ferrari         | 30  | Wolfgang Graf Berghe von Trips | Ferrari Dino 246F1 | Ferrari 2.4 V6  | D      |
| Scuderia Ferrari         | 32  | José Froilán González          | Ferrari Dino 246F1 | Ferrari 2.4 V6  | D      |
| Ecurie Bleue             | 34  | Harry Schell                   | Cooper T51         | Climax 2.2 L4   | D      |
| RRC Walker Racing Team   | 36  | Stirling Moss                  | Cooper T51         | Climax 2.5 L4   | D      |
| RRC Walker Racing Team   | 36  | Stirling Moss                  | Cooper T43         | Climax 2.5 L4   | D      |
| RRC Walker Racing Team   | 38  | Maurice Trintignant            | Cooper T51         | Climax 2.5 L4   | D      |
| RRC Walker Racing Team   | 38  | Stirling Moss                  | Cooper T51         | Climax 2.5 L4   | D      |
| Owen Racing Organisation | 40  | Jo Bonnier                     | BRM P25            | BRM 2.5 L4      | D      |
| Owen Racing Organisation | 42  | Graham Hill                    | BRM P25            | BRM 2.5 L4      | D      |
| Ettore Chimeri           | 44  | Ettore Chimeri                 | Maserati 250F      | Maserati 2.5 L6 | D      |

Anmerkungen
1. 1 2  Trintignant fuhr den Cooper mit der Nummer 38 in den Trainingssitzungen und startete damit das Rennen. Moss übernahm den Wagen im Rennen nach einem Ausfall in Runde 40.

## Klassifikationen

### Startaufstellung
| Pos. | Fahrer                         | Konstrukteur    | Zeit   | Ø-Geschwindigkeit | Start |
| ---- | ------------------------------ | --------------- | ------ | ----------------- | ----- |
| 01   | Stirling Moss                  | Cooper-Climax   | 1:36,9 | 145,34 km/h       | 01    |
| 02   | Innes Ireland                  | Lotus-Climax    | 1:38,5 | 142,98 km/h       | 02    |
| 03   | Graham Hill                    | B.R.M.          | 1:38,9 | 142,40 km/h       | 03    |
| 04   | Jo Bonnier                     | B.R.M.          | 1:38,9 | 142,40 km/h       | 04    |
| 05   | Wolfgang Graf Berghe von Trips | Ferrari         | 1:39,3 | 141,82 km/h       | 05    |
| 06   | Phil Hill                      | Ferrari         | 1:39,3 | 141,82 km/h       | 06    |
| 07   | Cliff Allison                  | Ferrari         | 1:39,7 | 141,26 km/h       | 07    |
| 08   | Maurice Trintignant            | Cooper-Climax   | 1:39,9 | 140,97 km/h       | 08    |
| 09   | Harry Schell                   | Cooper-Climax   | 1:40,3 | 140,41 km/h       | 09    |
| 10   | Jack Brabham                   | Cooper-Climax   | 1:40,6 | 139,99 km/h       | 10    |
| 11   | José Froilán González          | Ferrari         | 1:41,0 | 139,44 km/h       | 11    |
| 12   | Carlos Menditéguy              | Cooper-Maserati | 1:41,8 | 138,34 km/h       | 12    |
| 13   | Bruce McLaren                  | Cooper-Climax   | 1:41,8 | 138,34 km/h       | 13    |
| 14   | Alan Stacey                    | Lotus-Climax    | 1:43,6 | 135,94 km/h       | 14    |
| 15   | Alberto Rodríguez Larreta      | Lotus-Climax    | 1:45,0 | 134,13 km/h       | 15    |
| 16   | Masten Gregory                 | Porsche         | 1:45,5 | 133,49 km/h       | 16    |
| 17   | Roberto Bonomi                 | Cooper-Maserati | 1:46,1 | 132,74 km/h       | 17    |
| 18   | Giorgio Scarlatti              | Maserati        | 1:46,1 | 132,74 km/h       | 18    |
| 19   | Gino Munaron                   | Maserati        | 1:49,0 | 129,20 km/h       | 19    |
| 20   | Nasif Estéfano                 | Maserati        | 1:50,1 | 127,91 km/h       | 20    |
| 21   | Ettore Chimeri                 | Maserati        | 1:50,5 | 127,45 km/h       | 21    |
| 22   | Antonio Creus                  | Maserati        | 1:52,8 | 124,85 km/h       | 22    |

### Rennen
| Pos. | Fahrer                            | Konstrukteur    | Runden | Stopps | Zeit        | Start | Schnellste Runde |
| ---- | --------------------------------- | --------------- | ------ | ------ | ----------- | ----- | ---------------- |
| 01   | Bruce McLaren                     | Cooper-Climax   | 80     |        | 2:17:49,5   | 13    | 1:41,3           |
| 02   | Cliff Allison                     | Ferrari         | 80     |        | + 26,3      | 07    | 1:41,1           |
| 03   | Maurice Trintignant Stirling Moss | Cooper-Climax   | 80     |        | + 36,9      | 08    | 1:41,3           |
| 04   | Carlos Menditéguy                 | Cooper-Maserati | 80     |        | + 53,3      | 12    | 1:41,0           |
| 05   | Wolfgang Graf Berghe von Trips    | Ferrari         | 79     |        | + 1 Runde   | 05    | 1:41,6           |
| 06   | Innes Ireland                     | Lotus-Climax    | 79     |        | + 1 Runde   | 02    | 1:40,0           |
| 07   | Jo Bonnier                        | B.R.M.          | 79     |        | + 1 Runde   | 04    | 1:39,5           |
| 08   | Phil Hill                         | Ferrari         | 77     |        | + 3 Runden  | 06    | 1:41,0           |
| 09   | Alberto Rodríguez Larreta         | Lotus-Climax    | 77     |        | + 3 Runden  | 15    | 1:40,4           |
| 10   | José Froilán González             | Ferrari         | 77     |        | + 3 Runden  | 11    | 1:42,3           |
| 11   | Roberto Bonomi                    | Cooper-Climax   | 76     |        | + 4 Runden  | 17    | 1:45,0           |
| 12   | Masten Gregory                    | Porsche         | 76     |        | + 4 Runden  | 16    | 1:45,2           |
| 13   | Gino Munaron                      | Maserati        | 72     |        | + 8 Runden  | 19    | 1:49,7           |
| 14   | Nasif Estéfano                    | Maserati        | 70     |        | + 10 Runden | 20    | 1:51,0           |
| –    | Harry Schell                      | Cooper-Climax   | 63     |        | DNF         | 09    | 1:42,1           |
| –    | Jack Brabham                      | Cooper-Climax   | 42     |        | DNF         | 10    | 1:40,5           |
| –    | Stirling Moss                     | Cooper-Climax   | 40     |        | DNF         | 01    | 1:38,9           |
| –    | Graham Hill                       | B.R.M.          | 37     |        | DNF         | 03    | 1:40,4           |
| –    | Alan Stacey                       | Lotus-Climax    | 24     |        | DNF         | 14    | 1:42,9           |
| –    | Ettore Chimeri                    | Maserati        | 23     |        | DNF         | 21    | 1:53,4           |
| –    | Antonio Creus                     | Maserati        | 16     |        | DNF         | 22    | 1:52,3           |
| –    | Giorgio Scarlatti                 | Maserati        | 11     |        | DNF         | 18    | 1:46,8           |

## WM-Stände nach dem Rennen
Die ersten sechs des Rennens bekamen 8, 6, 4, 3, 2, 1 Punkte. Es zählten nur die sechs besten Ergebnisse aus zehn Rennen. In der Konstrukteurswertung zählten nur die Punkte des bestplatzierten Fahrers eines Teams.

### Fahrerwertung
| Pos. | Fahrer                         | Konstrukteur    | Punkte |
| ---- | ------------------------------ | --------------- | ------ |
| 01   | Bruce McLaren                  | Cooper-Climax   | 8      |
| 02   | Cliff Allison                  | Ferrari         | 6      |
| 03   | Carlos Menditéguy              | Cooper-Maserati | 3      |
| 04   | Wolfgang Graf Berghe von Trips | Ferrari         | 2      |
| 05   | Innes Ireland                  | Lotus-Climax    | 1      |
| 06   | Maurice Trintignant            | Cooper-Climax   | 0      |
| 07   | Stirling Moss                  | Cooper-Climax   | 0      |
| 08   | Jo Bonnier                     | B.R.M.          | 0      |
| 09   | Phil Hill                      | Ferrari         | 0      |
| 10   | Alberto Rodríguez Larreta      | Lotus-Climax    | 0      |
| 11   | José Froilán González          | Ferrari         | 0      |

| Pos. | Fahrer            | Konstrukteur  | Punkte |
| ---- | ----------------- | ------------- | ------ |
| 11   | Roberto Bonomi    | Cooper-Climax | 0      |
| 12   | Masten Gregory    | Porsche       | 0      |
| 13   | Gino Munaron      | Maserati      | 0      |
| 14   | Nasif Estéfano    | Maserati      | 0      |
| –    | Harry Schell      | Cooper-Climax | 0      |
| –    | Jack Brabham      | Cooper-Climax | 0      |
| –    | Graham Hill       | B.R.M.        | 0      |
| –    | Alan Stacey       | Lotus-Climax  | 0      |
| –    | Ettore Chimeri    | Maserati      | 0      |
| –    | Antonio Creus     | Maserati      | 0      |
| –    | Giorgio Scarlatti | Maserati      | 0      |

### Konstrukteurswertung
| Pos. | Konstrukteur    | Punkte |
| ---- | --------------- | ------ |
| 01   | Cooper-Climax   | 8      |
| 02   | Ferrari         | 6      |
| 03   | Cooper-Maserati | 3      |
| 04   | Lotus           | 1      |
| –    | B.R.M.          | 0      |
| –    | Porsche         | 0      |
| –    | Maserati        | 0      |